# 마리나 다이아먼디스
마리나 램브리니 다이아먼디스(Marina Lambrini Diamandis, 1985년 10월 10일 ~ )는 마리나 앤드 더 다이아몬즈(Marina and the Diamonds)라는 이름으로 잘 알려진 웨일스의 싱어송라이터이다.

## 음반 목록
- 《The Family Jewels》 (2010)
- 《Electra Heart》 (2012)
- 《Froot》 (2015)
- 《Love + Fear》 (2019)
- 《Ancient Dreams in a Modern Land》 (2021)
- 《Princess of Power》 (2025)